# Hundar i farten
Hundar i farten (engelska: Go, Dog. Go!) är en amerikansk-kanadensisk animerad TV-serie, skapad av Adam Peltzman och producerad av DreamWorks Animation Television för Netflix. Serien har med kortare uppehåll producerats sedan 2021.

## Karaktärer
- Liv (Tag Barker; Röstskådespelare: Michela Luci (Engelska), Maisie Marsh (Brittisk engelska), Viva Östervall Lyngbrant (Svenska)[4]), en 6 år gammal[5] orange hynda.
- Jack (Scooch Pooch; Röstskådespelare: Callum Shoniker (Engelska), Toby Fullman (Brittisk engelska), Axel Adelöw (Svenska)[4]), en 6 år gammal[5] liten blå terrier som är Livs bästa vän.
- Mamma (Ma Barker; Röstskådespelare: Katie Griffin (Engelska), Petra Letang (Brittisk engelska), Cecilia Wrangel Skoug (Svenska)[4]), en lavendel hynda som är blimp pilot.
- Pappa (Paw Barker; Röstskådespelare: Martin Roach (Engelska), Jude Owusu (Brittisk engelska)), en brun hund som är ägare av dörrklocksaffären.
- Lilla Kexet (Cheddar Biscuit; Röstskådespelare: Tajja Isen (Engelska), Hannah Hutch (Brittisk engelska), Mikaela Tidermark Nelson (Svenska)[4]), en 7 år gammal[5] vit polka dot hynda som är syster till Liv, Spiken, Gilbert och Gny.
- Spiken (Spike Barker; Röstskådespelare: Lyon Smith (Engelska), Joakim Tidermark (Svenska)[4]), en röd hund som är bror till Liv, Lilla Kexet, Gilbert och Gny.
- Gilbert (Gilber Barker; Röstskådespelare: Lyon Smith (Engelska), James Cartmell (Brittisk engelska),[6][7] Adam Portnoff (Svenska)[4]), en gul hund som är storebror till Liv, Lilla Kexet, Spiken och Gny.
- Farmor (Grandma Marge Barker; Röstskådespelare: Judy Marshank (Engelska), Victoria Strachan (Brittisk engelska), Annica Smedius (Svenska)[4]), en gammal purpur hynda.
- Farfar (Grandpaw Mort Barker; Röstskådespelare: Patrick McKenna (Engelska), Laurie Jamieson (Brittisk engelska), Anders Byström (Svenska)[4]), en gammal beige hund.
- Gny (Yip Barker) en purpur hundvalp som är yngre bror till Liv, Lilla Kexet, Spiken och Gilbert.
- Konstapel Jycke (Sgt Pooch; Röstskådespelare: Linda Ballantyne (Engelska), My Holmsten (Svenska)[4]), en blå terrier som är Jacks moder.
- Frank (Röstskådespelare: David Berni (Engelska), Adam Diggle (Brittisk engelska), Niklas Gabrielsson (Svenska)[4]) en gul hund som är en av Tags rivaler.
- Fido (Beans; Röstskådespelare: Anand Rajaram (Engelska), Shubham Saraf (Brittisk engelska), Jesper Adefelt (Svenska)[4]), en stor grön old english sheepdog som är en av Tags rivaler.
- Gerald (Röstskådespelare: Patrick McKenna (Engelska), Joakim Tidermark (Svenska)[4]), en teal hund som är Tasseholm brevbärare.
- Muttfield (Röstskådespelare: Patrick McKenna (Engelska), Joakim Tidermark (Svenska)[4]), en purpur hund som är Tasseholm berömd magiker.
- Gatubrunnshund (Manhole Dog; Röstskådespelare: Patrick McKenna (Engelska), Anders Öjebo (Svenska)[4]), en beige golden retriever.
- Ärtiga Märta (Lady Lydia; Röstskådespelare: Linda Ballantyne (Engelska), Annica Edstam (Svenska)[4]), en rosa pudel.
- Sam Whippet (Röstskådespelare: Linda Ballantyne (Engelska), Annica Edstam (Svenska)[4]), en blå greyhound som är en Tasseholm-kändis.
- Borgmästare Sniffarson (Mayor Sniffington; Röstskådespelare: Linda Ballantyne (Engelska), My Holmsten (Svenska)[4]), en purpur hynda som är borgmästare i Tasseholm.
- Skällapella (The Barkapellas; Röstskådespelare: Paul Buckley, Reno Selmser och Zoe D'Andrea (Engelska), Nicklas Berglund, Johan Jern och Rebecca Petersson (Svenska)[4]), en trio av sångarhundar.
- Biffen (Beefsteak; Röstskådespelare: Tajja Isen (Engelska), Rebecca Petersson (Svenska)[4]), en rosa chihuahua.
- Servitris (Wagnes; Röstskådespelare: Judy Marshank (Engelska), My Holmsten (Svenska)[4]), en blå hynda.
- Tränare Tuggman (Coach Chewman; Röstskådespelare: Phill Williams (Engelska), Anders Byström (Svenska)[4]), en röd hund.
- Per Skall (Gabe Roof; Röstskådespelare: Phill Williams (Engelska), Niklas Gabrielsson (Svenska)[4]), en gul hund.
- Vift Martinez (Waggs Martinez; Röstskådespelare: Linda Ballantyne (Engelska), Cecilia Wrangel Skoug (Svenska)[4]), en purpur hynda.
- Volt Jagare (Flip Chasely; Röstskådespelare: Anand Rajaram (Engelska), Johan Jern (Svenska)[4]), en brun hund.
- Klara Lyra (Catch Morely; Röstskådespelare: Julie Lemieux (Engelska), Annica Edstam (Svenska)[4]), en blå hynda.
- Donny Toffla (Donny Slippers; Röstskådespelare: Jamie Watson (Engelska), Adam Portnoff (Svenska)[4]), en rödbrun hund.
- Apporte (Fetcher; Röstskådespelare: Deven Mack (Engelska), Nicklas Berglund (Svenska)[4]), en teal hund.
- Ung mammahund (Franny's Mom; Röstskådespelare: Tajja Isen (Engelska), Rebecca Petersson (Svenska)[4]), en myntagrön hynda.
- Tidiga Ted (Early Ed; Röstskådespelare: Robert Tinkler (Engelska), Mattias Knave (Svenska)[4]), en grön hund.
- Fia Foto (Cam Snapshot; Röstskådespelare: Cecilia Wrangel Skoug (Svenska)[4]), en rosa fotograf hynda.

### Wikier
- (engelska) Go, Dog. Go! Wikia